# Satoru Kashiwase
Satoru Kashiwase (柏瀬 暁 Kashiwase Satoru?), född 1 juni 1993 i Chiba prefektur, är en japansk fotbollsspelare.
Kashiwase började sin karriär 2012 i Shimizu S-Pulse. 2013 blev han utlånad till New York Cosmos. Han gick tillbaka till Shimizu S-Pulse 2014. 2015 flyttade han till TuRU Düsseldorf. Efter TuRU Düsseldorf spelade han för Vonds Ichihara.